# Bảo tàng Địa phương ở Łąkorz
Bảo tàng Địa phương ở Łąkorz (tiếng Ba Lan: Muzeum Lokalne w Łąkorzu) là một bảo tàng tọa lạc tại làng Łąkorz, huyện Nowomiejski, tỉnh Warmińsko-Mazurskie, Ba Lan. Bảo tàng hoạt động dưới sự điều hành của Hiệp hội Di sản Văn hóa và Thiên nhiên địa phương cùng sự bảo trợ của xã Biskupiec.

## Lược sử hình thành
Bảo tàng Địa phương ở Łąkorz được thành lập vào năm 1995. Hiện tại, bộ sưu tập của Bảo tàng được trưng bày ở những địa điểm sau:
- trang trại của Jan Ostrowski, người phụ trách Bảo tàng
- một ngôi nhà nông thôn 200 năm tuổi cùng một lò rèn liền kề (cơ sở được xã bàn giao vào năm 1996)

Trước đây, một phần của bộ sưu tập được trưng bày trong một cối xay gió kiểu Hà Lan được xây dựng vào thế kỷ 19. Tuy nhiên, cối xay gió này hiện đang nằm trên đất tư nhân và đang xuống cấp.

## Triển lãm
Bộ sưu tập của Bảo tàng Địa phương ở Łąkorz hiện đang bao gồm các triển lãm liên quan đến văn hóa dân gian của vùng Lubawa (đồ nội thất trong phòng khách vào đầu thế kỷ 19 và 20), lịch sử (bao gồm cả thiết bị trường học được sử dụng trước đây), nông nghiệp và thủ công. Một số hiện vật lớn như máy móc nông nghiệp, xe đẩy được đặt ngoài trời.

## Giờ mở cửa
Du khách có thể tham quan Bảo tàng Địa phương ở Łąkorz nếu gọi điện thoại sắp xếp trước.